# Krøttøya
Krøttøya  est une  île du comté de Troms, sur la côte de la mer de Norvège et la mer de Barents. L'île fait partie la commune de Harstad.

## Description
L'île de 1,3 km2 est l'île habitée la plus au nord de l'Andfjorden. Il est situé dans l'archipel de Meløyvær, composé de 365 petites îles, avec plus de 20 plages de sable blanc. Plusieurs autres îles sont reliées à Krøttøya par la route, mais le groupe d'îles n'est accessible que par bateau. Krøttøya est entouré par les grandes îles de Senja à l'est, Bjarkøya et Grytøya au sud, et Andøya à l'ouest.
Elle est habitée toute l'année par quelques personnes et en été sa population augmente considérablement. Il est relié quotidiennement par un catamaran exploité par Boreal Transport avec les îles de Bjarkøya et Senja et avec la ville de Harstad. Il y a aussi un pont reliant Krøttøya à Meløyvær.

### Flore et faune
Pendant la saison hivernale (octobre-mars), de grands bancs de harengs arrivent à Andfjorden, suivis d'orques, de baleines à bosse et de rorquals communs. Les  grands cachalots et les globicéphales sont rencontrés toute l'année.

### Attraits et activités
Les principales attractions sont les tombes vikings et la Modèle:LIen qui est un musée national. L'île était d'une grande importance stratégique pendant la guerre froide, retenant ainsi une éventuelle attaque navale de la marine soviétique sur les lignes d'approvisionnement et les positions de défense de l'armée norvégienne dans le nord de la Norvège. À pleine capacité, il avait stationné jusqu'à 450 soldats de l'armée norvégienne. En 2002, l'armée a quitté le fort et depuis lors, les visiteurs de l'extérieur sont autorisés à entrer dans le fort sans autorisation de sécurité. Certains bunkers et bâtiments militaires appartiennent désormais à des propriétaires privés. Valhall, une ancienne résidence d'été militaire a été rénovée en 2007 et sert maintenant d'hôtel. Les principales activités sont l'observation des baleines, les vols des pygargues, la pêche, le kayak de mer et la plongée.

## Galerie

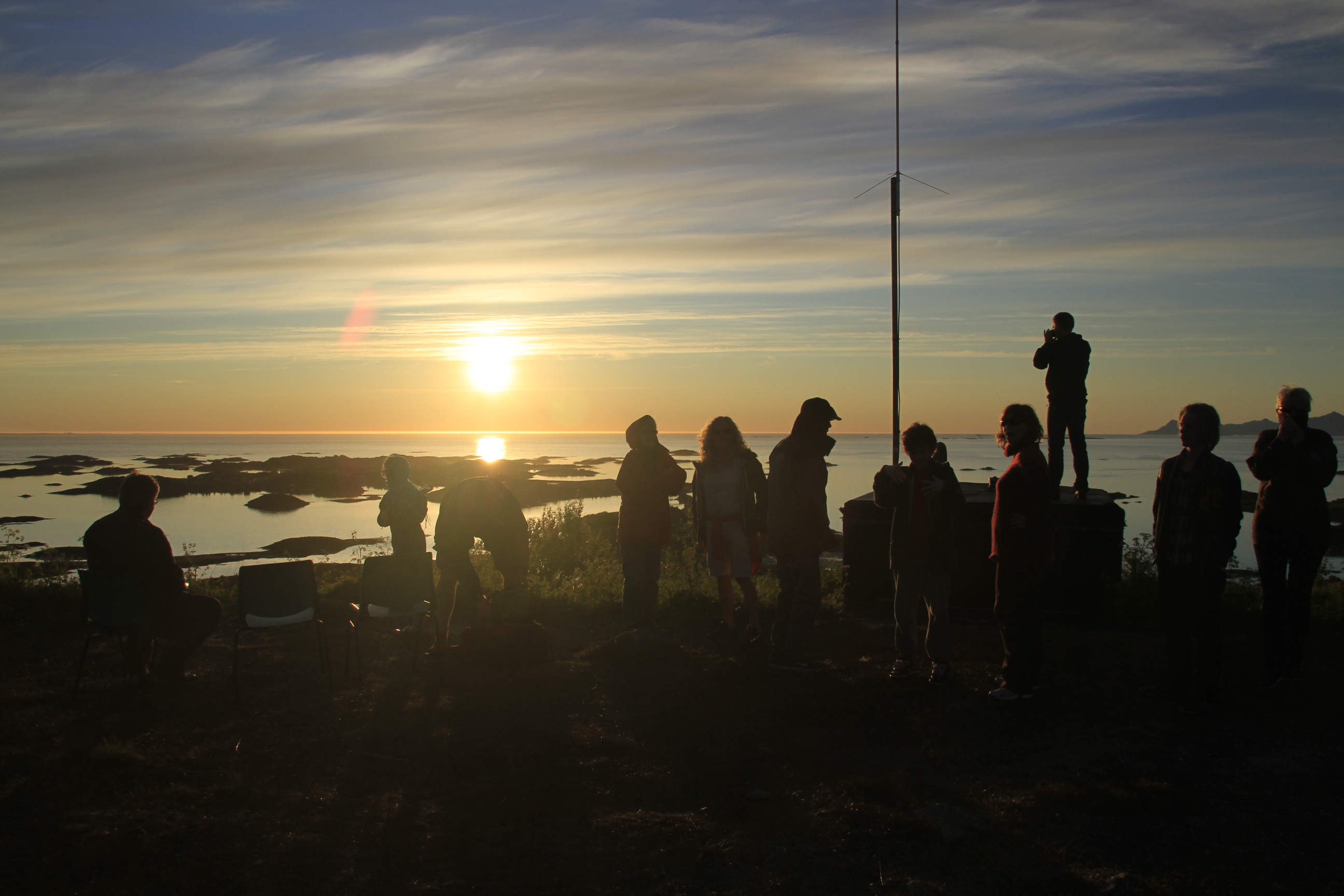
Midnight sun de Nordlystoppen
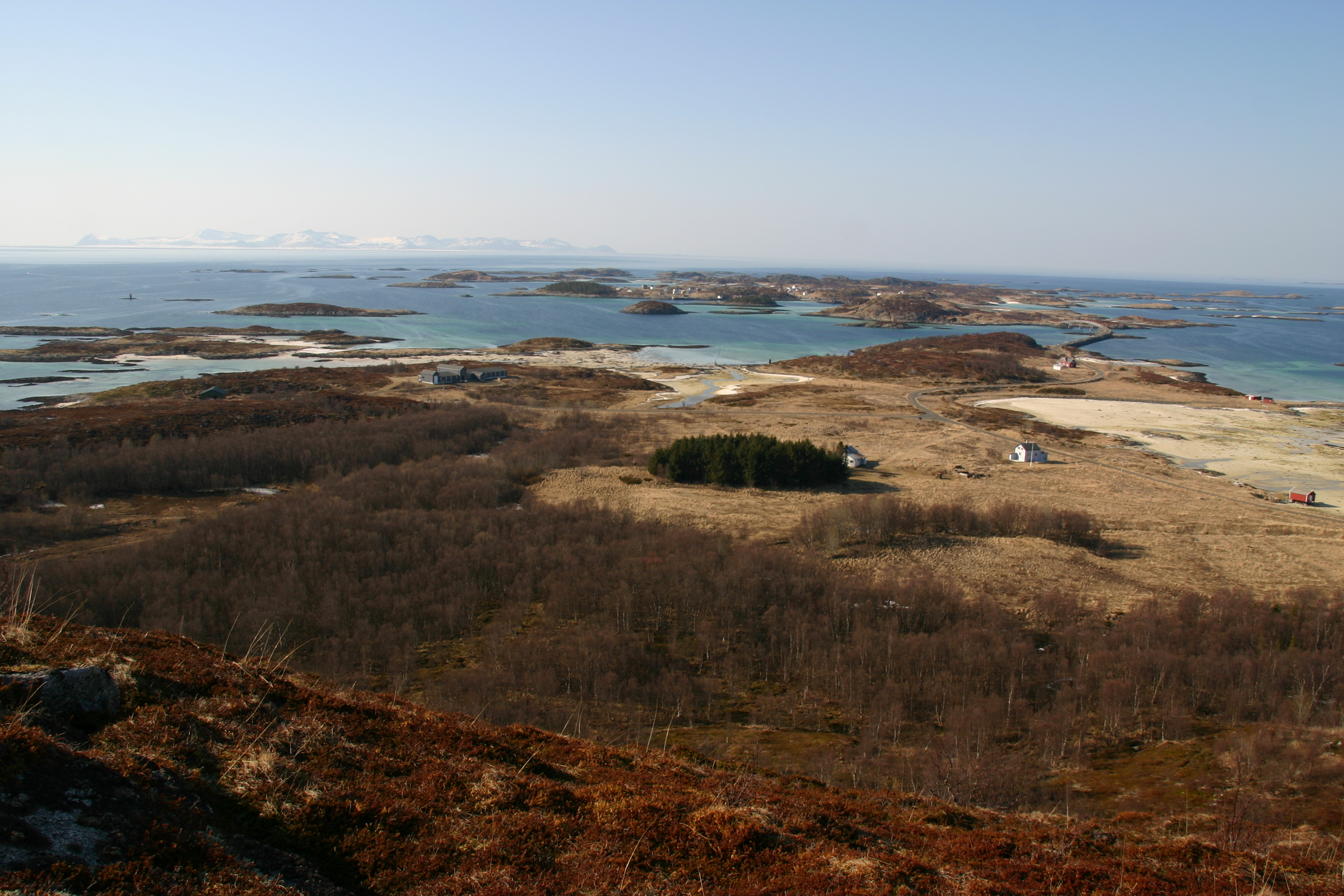
Vue de Krøttøykollen vers Meløyvær
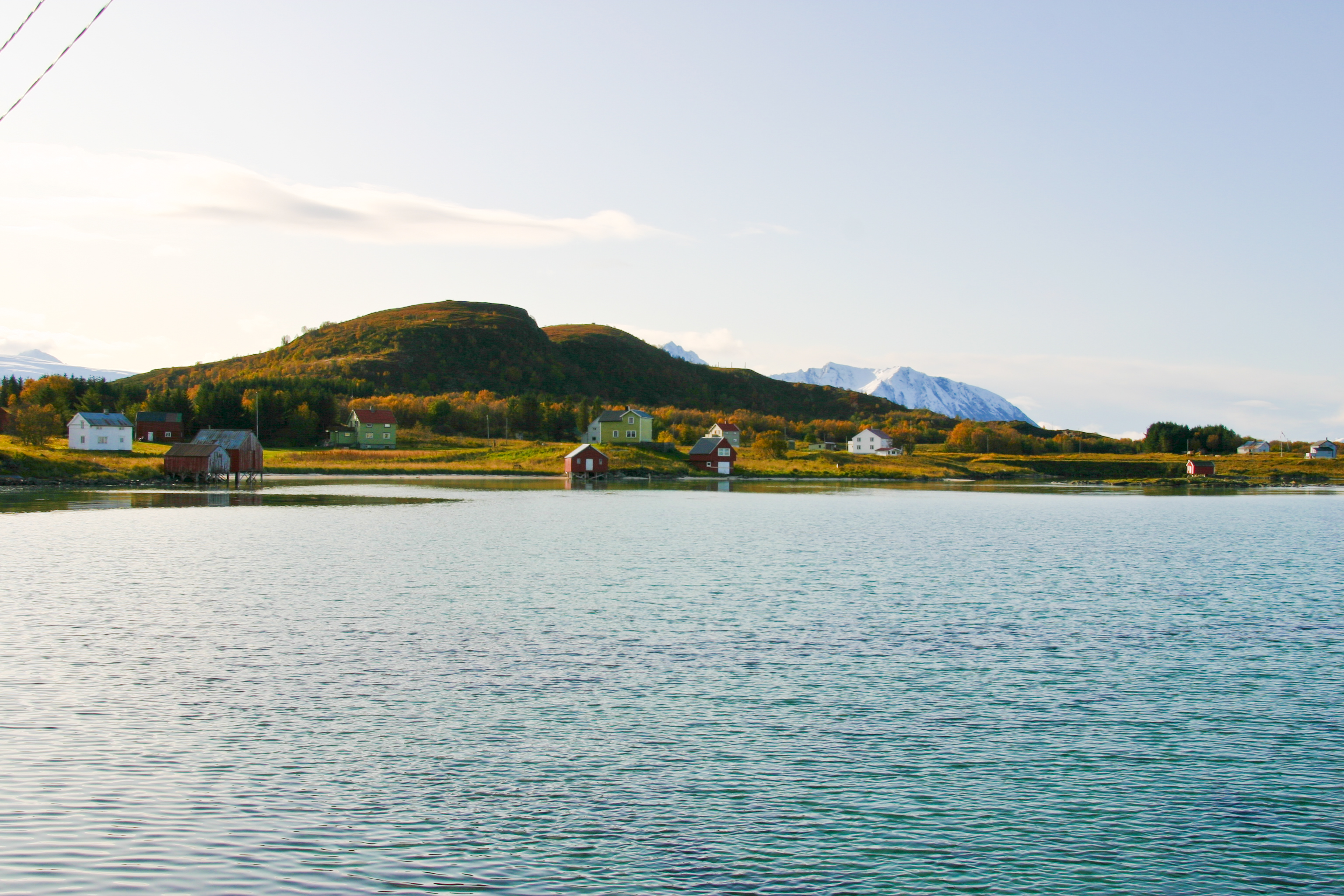
Vue vers Krøttøya depuis le nord
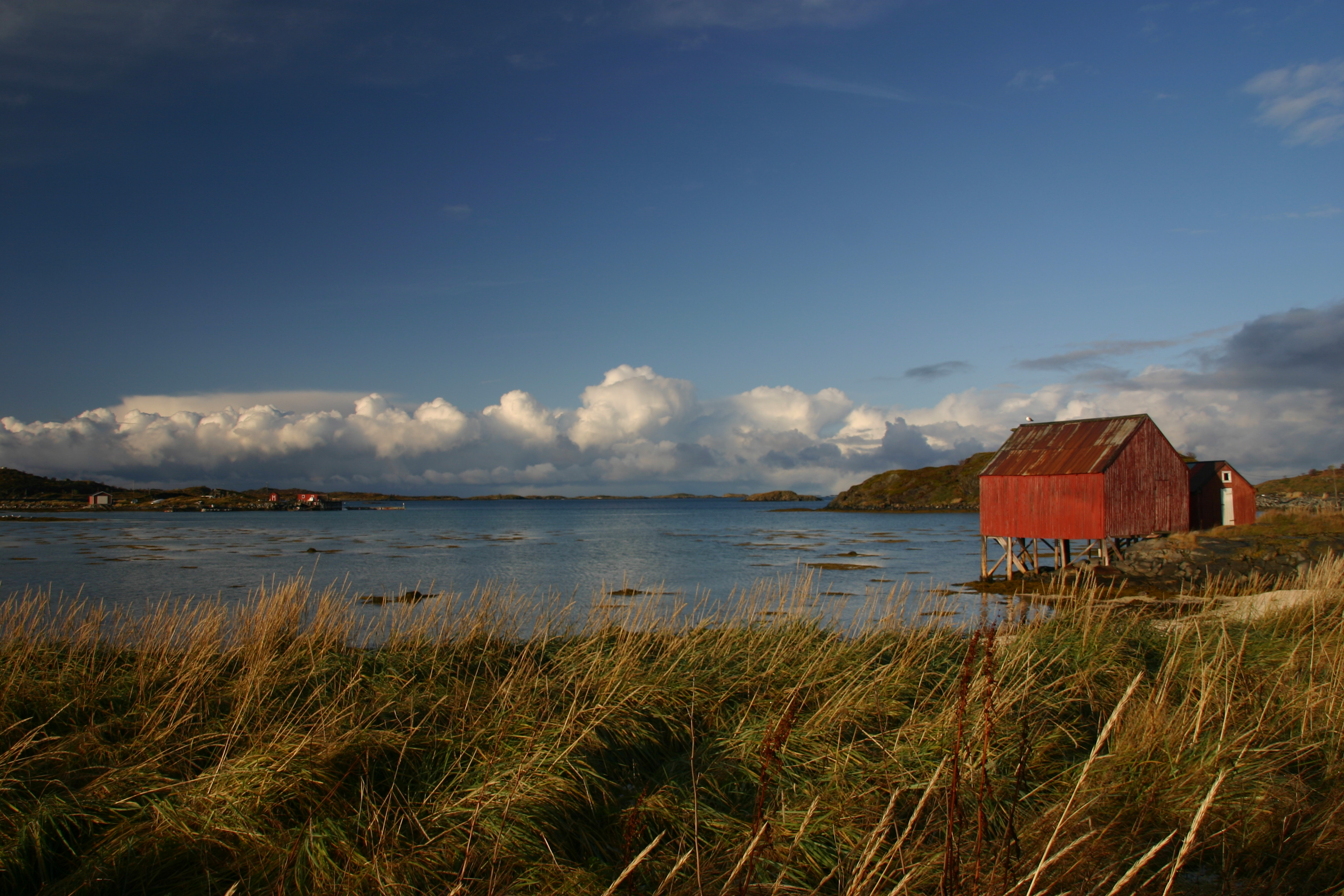
Vue de la ferme de Krøttøya au nord
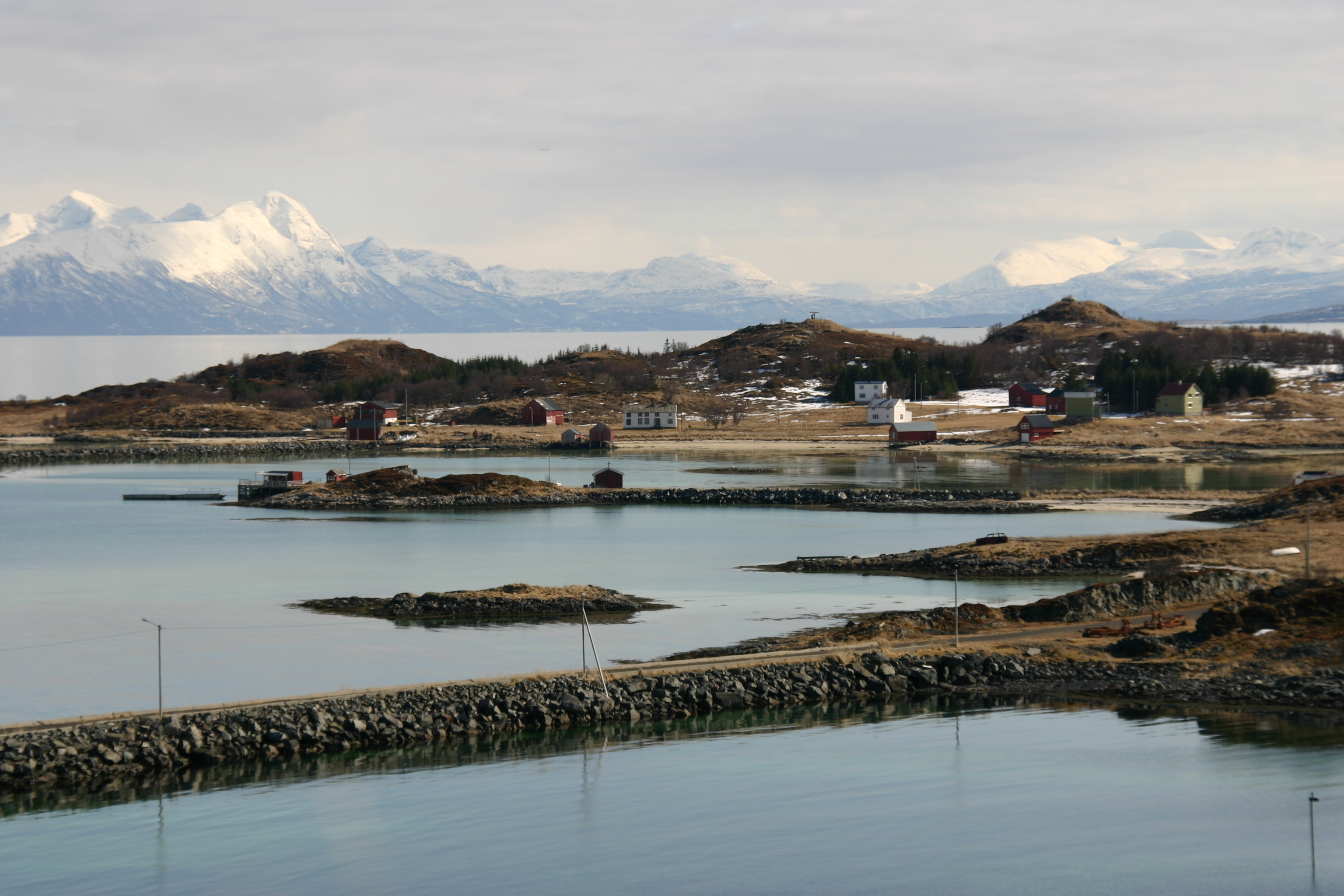
Vue de Meløyvær vers Krøttøya, et Andørja en arrière-plan
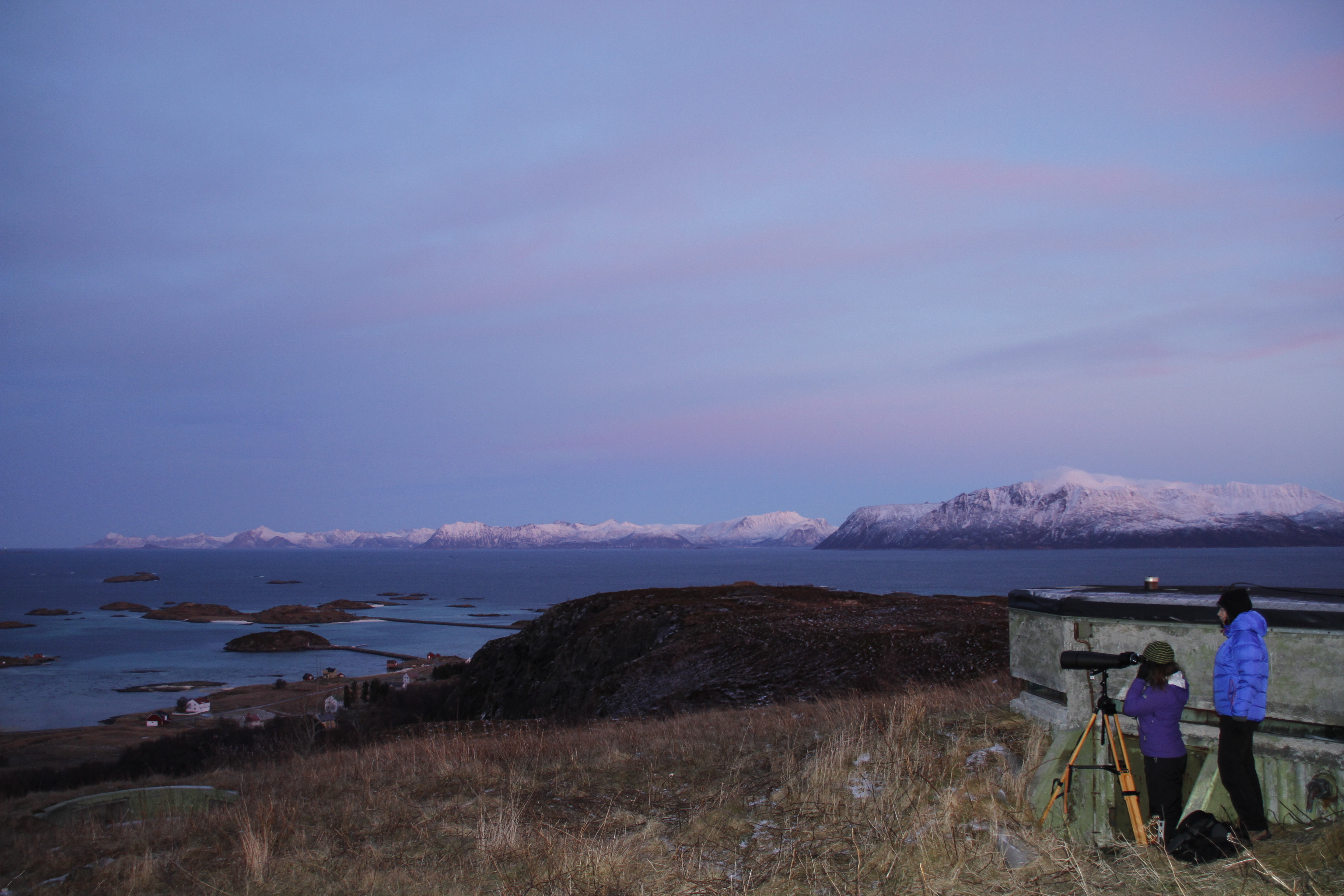
L'observation des baleines depuis le Nordlystoppen
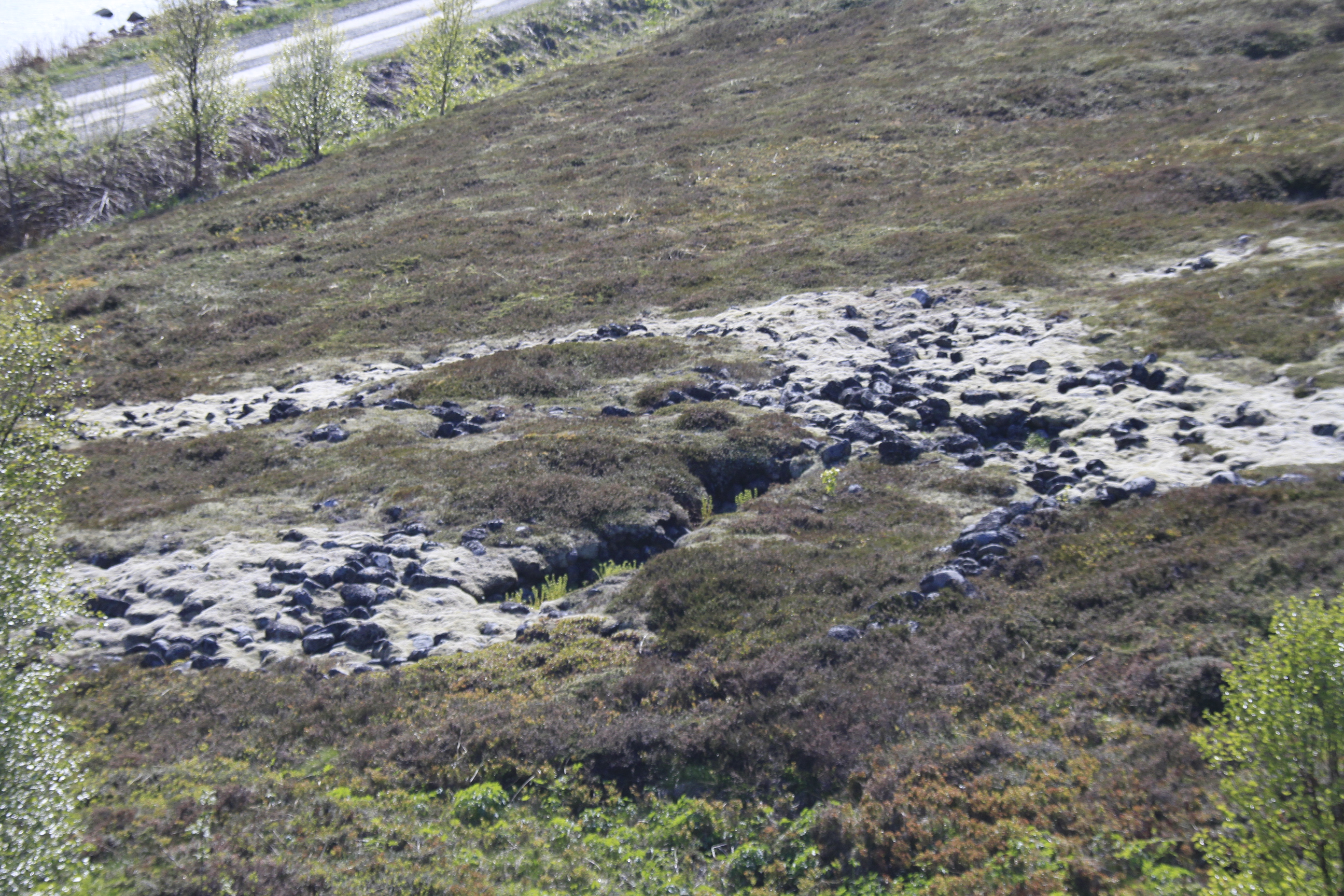
Ancient settlement from the Viking Age - Krøttøy
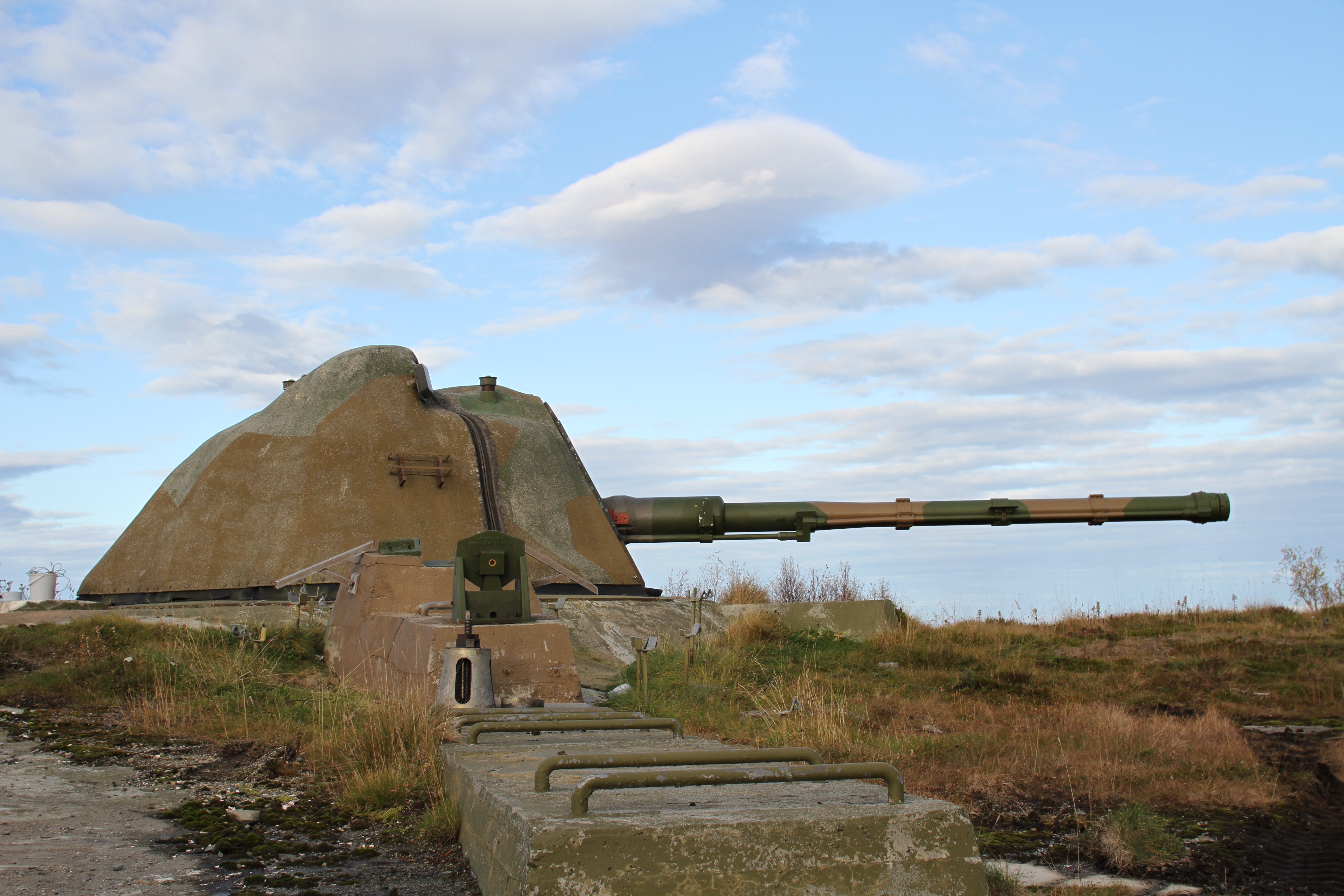
Cannon B - Meløyvær Fortress